# Design de marque
 (janvier 2015).
Si vous disposez d'ouvrages ou d'articles de référence ou si vous connaissez des sites web de qualité traitant du thème abordé ici, merci de compléter l'article en donnant les références utiles à sa vérifiabilité et en les liant à la section « Notes et références ».
Le design de marque est une technique de marketing visant à créer et gérer l'identité d'une marque auprès des consommateurs par le biais de son design.

## Définition et objet
Le design fait voir autrement la marque, son offre de produits et de services et bien sûr ses lieux. Il matérialise, concrétise, incarne le point de vue de la marque en traduisant en signes la volonté de toute l’entreprise. Ce vocabulaire de mots et d’images symboliques exprimant la personnalité d’une marque évolue dans le temps avec la marque elle-même.
La personnalité d’une marque est définie par un ensemble de signes qui composent son identité visuelle, son patrimoine identitaire (symbolique, typographie, palette de couleurs) et son territoire graphique qui permet de composer tous ses supports de communication (brochures, packaging, architecture commerciale, signalétique, sites internet). L’utilisation de tous ces éléments et des applications qui en découlent est normée et expliquée par le designer dans la « charte de marque ».
Le design de marque fait appel à de nombreux métiers : designer graphique, designer produit, designer volume, directeur artistique, directeur de création, typographe, calligraphe, maquettiste, infographiste, chef de fabrication, directeur de production, ingénieur emballage, retoucheur, photographe, illustrateur, acheteur d’art, concepteur-rédacteur, architecte d’intérieur, coordinateur de chantier, responsable trafic, planneur stratégique, directeur de clientèle, consultant, chef de projet, etc.

## Design global
Le design global est une démarche créative propre au design industriel en vue d'une cohérence globale de l'entreprise pour une meilleure représentation de l'entreprise et une meilleure efficacité.
Le design global conçoit parallèlement le produit, son lieu de production, son packaging, sa communication graphique ou (graphisme) et son lieu de vente.
C’est une méthode qui permet à l’entreprise d'évoluer en sondant chaque étape de son développement afin de vérifier ses capacités d'innovation et son aptitude à répondre à de nouvelles demandes.
Le design global est différent du design de marque qui est un terme utilisé en marketing et concerne une marque (sous-entendu, une entreprise lucrative) ; or le design global s'adresse à tout type d'organisation ou établissement, y compris les entreprises sans but lucratif, les associations, les écoles, etc.

## Par pays

### En France
Le terme de design de marque commence à être utilisé en France au début des années 1980 et les premières agences pratiquant ce métier se sont structurées pour répondre aux besoins de différenciation des marques sur un marché de plus en plus concurrentiel.  La croissance puis la maturité de cette discipline a entrainé l'élargissement du nombre d'agences spécialisées dans cette discipline.